# Machinima公司
Machinima公司是一个专注于游戏的全球YouTube频道。Machinima跨YouTube、Twitter、Facebook、Android和iOS多平台。公司于2000年1月由Hugh Hancock成立，总部位于加利福尼亚州洛杉矶。